# Konst
| Konst |
| --- |
| Leonardo da Vincis Mona Lisa är ett välkänt bildkonstverk, liksom ett exempel på konst utifrån ett klassiskt konstbegrepp. - Definition 1 – kulturyttring som kräver kunskap och färdighet - Definition 2 – sorts estetisk verksamhet - Definition 3 – bildkonst (eller bildkonst, arkitektur och konsthantverk) |

Konst syftar antingen på en kulturyttring som kräver kunskap och färdighet eller på en sorts estetisk verksamhet. Det kan också i snävare mening vara synonymt med bildkonst, med eller utan arkitektur och konsthantverk.

## Bakgrund

### Historik
Det svenska ordet härstammar ifrån fornlågtyskans kunst, med koppling till verbet för kunna. Det engelska ordet för konst – art – härstammar istället ifrån latinets ars, vilket ungefär betyder 'arrangemang' eller 'arrangera'.
I slutet av medeltiden betecknades alla mer etablerade hantverk för konster, och de var större konst ju mer krävande de var. Ett väl utarbetat och egenartat verk kallades konststycke (tyska: Kunststück).
Det dröjde till in på 1700-talet innan konst började definiera summan av ett antal uttrycksformer, där bildkonst, arkitektur och konsthantverk – men även musik, opera, teater, dans och litteratur – ingick. Samtidigt förutsatte definitionen en viss sorts nyskapande. Ett konstverk i betydelsen bildkonst är alltid ett fysiskt föremål.

### Konstbegreppet idag
Det avgörande värdet i ett konstverk är inte själva föremålet som föremål. Konstvärdet kommer sig av egenskaperna som antingen är kopplade till konstnärens avsikt eller som kan ge en viss upplevelse hos konstkonsumenten.
Idag används oftast begreppet i anknytning till vad som på 1700-talet började benämnas som de sköna konsterna (jämför också de fria konsterna). Dessa omfattar bland annat bildkonst, arkitektur, konsthantverk, skulptur, dans och musik, det vill säga skapande verksamhet som syftar till emotionella eller expressiva uttryck – eller resultatet av en sådan verksamhet. Konsten hade då tappat sin praktiska funktion utan handlade allt mer om känsla och estetik.
Denna användning av begreppet är en utveckling ifrån antikens tanke om de sju fria konsterna (på latin septem artes liberales) vilka var akademiska ämnen som exempelvis grammatik och retorik men även musik. Konsten var då starkt förknippat med ett hantverk. Utifrån detta perspektiv omfattade begreppet konst även senare mer handfasta företeelser som ingenjörskonst eller stridskonst. I samma anda som den senare användningen brukas begreppet exempelvis fortfarande för cirkuskonster och kampsport som på engelska kallas martial arts.
Med konst avses ofta konstverken och deras kvaliteter. När man i stället talar om konstarter eller konstens arter är det de kreativa aktiviteter som ligger bakom dessa verk som avhandlas. Denna artikel handlar alltså i första hand om kunnandet – den inomdisciplinära kunskapen – och, som en följd därav, blir det snarare konstnärernas perspektiv som dominerar än publikens eller konstkritikernas; det är snarare traditionellt kunnande än historieskrivning och bildförståelse som beskrivs.
| ”                                                       | Konst blir det som konstvärldens aktörer kallar konst och ”godkänner” som konst genom att skriva om den eller ställa ut den. En helt vardaglig sak som någon som gått en konstutbildning visar på ett galleri, medan samma sak som ställs ut hemma i garaget av vem som helst inte blir konst. | „ |
| – Nils Forsberg Konstkritiker / Expressen 16 juli 2014. | |   |

## Konstarter
Här redogörs helt kort för de konstarter som brukar kallas de sköna konsterna (jämför också de fria konsterna). Dessa delas traditionellt upp i ett antal underkategorier som bildkonst, arkitektur, skulptur och musik. Litteratur och teater – som idag ofta kategoriseras som konstarter – omfattades traditionellt inte av konstbegreppet. Varje underkategori delas sedan upp på nytt, och exempelvis omfattar bildkonsten en rad uttryck och tekniker som måleri, teckning, grafik, fotografi, film, graffiti och videokonst.
Många av dagens konstuttryck är dock gränsöverskridande till sin natur och kan därför inte lätt placeras i dessa kategorier. Två tydliga exempel är performance och ljudkonst, som båda i viss mån härstammar ur ett konceptuellt förhållningssätt till flera av dessa underkategorier.

### Bildkonst

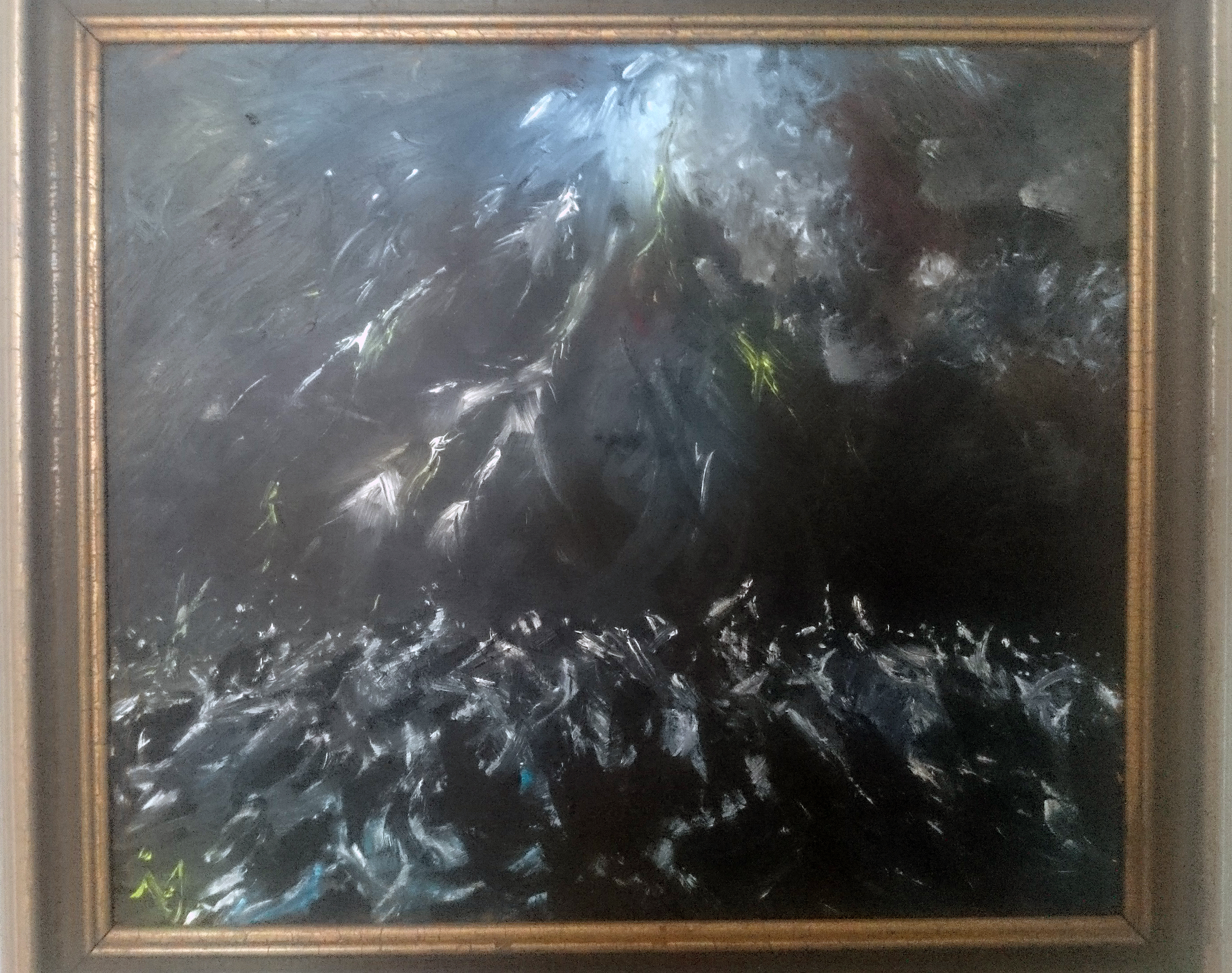
Abstrakt konst.

Digital konst – Film – Fotografi – Grafik – Måleri – Teckning – Videokonst

### Arkitektur
Arkitektur – Konstruktion – Landskapsarkitektur – Stadsplanering

### Skulptur
Skulptur – Installation – Ready-made

### Musik
Musik – Musikhistoria – Lista över musikgenrer

### Konsthantverk
- Konsthantverk

## Konstbegreppets historiska utveckling
Begreppet "konst" har haft olika betydelser under olika epoker. Tolkningen och användningen av begreppet skiftar heller inte bara över tid, utan också mellan individer och kulturer.

### Antiken och medeltiden
I antikens Grekland fanns inget konstbegrepp i dagens mening. Hos dem stod konstbegreppet för praktiskt kunnande, satt i kontrast till teoretiska kunskaper. Termen för detta var techne (τεχνη), det vill säga kunnande, teknik.
Konst var sådant som man lärde sig genom praktisk utövning eller genom praktisk utövning, teoretisk kunskap däremot krävde inget utövande – hade man förstått hade man vetandet. Man skilde också på sådana aktiviteter som resulterade i verkliga ting och sådana som producerade bilder av ting. Ända fram till 1700-talet kallades sådant avbildande för just konst.
Kopplingen mellan konst och vetenskap under medeltiden och renässansen exemplifierades bland annat av Leonardo da Vinci och Albrecht Dürer, människor som blev framgångsrika inom bägge fälten
I Sverige introducerades begreppet i denna klassiska betydelse först under medeltiden då allt kvalificerat hantverk betraktades som "konster", vilket också vanligen innebar att de importerades från Tyskland.

### Upplysningstiden
Under 1700-talet, i och med upplysningen, fick konstbegreppet gradvis en ny innebörd. Innan dess bedömde man konstverk efter deras överensstämmelse med naturen – konstverket lyftes upp från hantverkets domän och kom att allt mer piedestalsättas. Även konstnärens roll utvecklades från hantverkarens till "geniets"; från skråets kollektiv till den fria individens. Nu omtalades även själva konstobjekten som konst, inte bara kunnandet. Estetik som självständig filosofisk disciplin växte fram, och diskussionen om vad som egentligen är konst inleddes.

### Modern tid
1900-talets postmodernism förkastade idén om att konsten skulle ha ett egenvärde eller "inre kärna och mening". Detta har förändrat synen på konstens "äkthet" och frågan om "god" och "dålig" konst. En enda definition av konstbegreppet anses allmänt inte längre möjlig att åstadkomma, åtminstone inte utifrån estetiska kriterier eller konstverken själva. Ett samtida konstbegrepp är det så kallade institutionella konstbegreppet, som bygger på cirkelargumentet, att det som konstvärlden behandlar och benämner som konst är konst. I dagligt språkbruk tenderar frågan "är det här konst?" snarare betyda "är detta bra konst?".
| ”                          | Idag handlar konstnärlig kvalitet om att synas i medierna. Liksom att ha rätt socialt kontaktnät. Verket i sig är av underordnad betydelse. Det fruktbara förhållningssättet är istället att först göra en noggrann beskrivning av konstens villkor. Och därefter se ens möjligheter som konstnär. | „ |
| – Lars Vilks 27 juni 2012. | |   |

## Vetenskaper som studerar konst

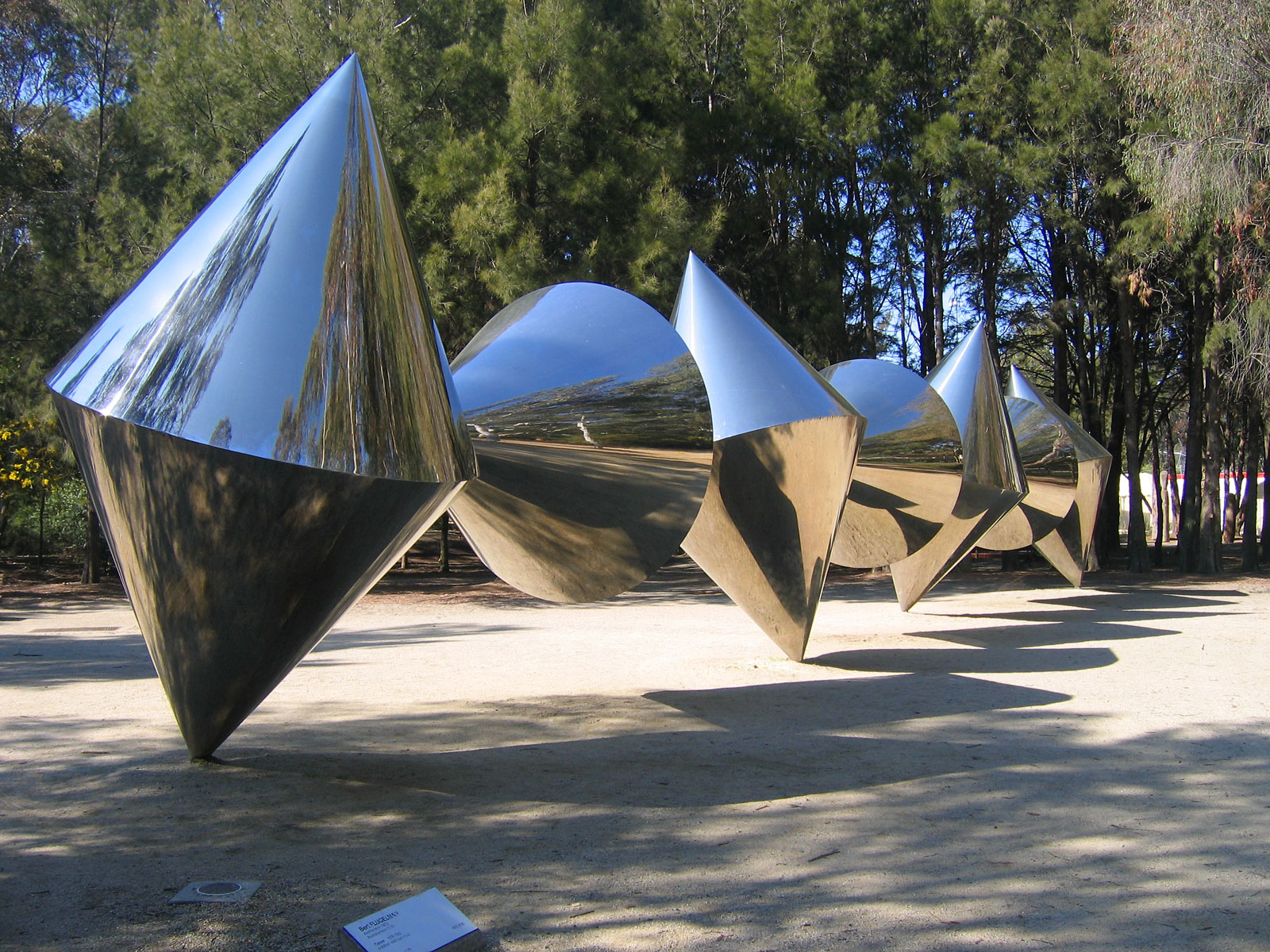
Konstverket Cones av Bert Flugelman.

Konst kan studeras utifrån skilda perspektiv. Inom olika discipliner läggs tonvikten vid olika aspekter av ämnet:
- Konstvetenskap, tidigare kallad konsthistoria, studerar konst ur ett historiskt, filosofiskt och socialt perspektiv.
- Estetik är en gren av filosofin och konstteori. Den kan sägas utgöra ett teoretiskt verktyg inom konstvetenskapen.
- Konstsociologi studerar konstens roll i samhället, inklusive konstmarknaden, museer och konstkritik.
- Konstpsykologi

Dessa discipliner brukar fokusera på sådana aktiviteter som traditionellt betraktas som konst. En programmerares, ingenjörs eller kocks aktiviteter studeras sällan inom estetik eller konstvetenskap.

## Konstens historia
Förhistorisk konst – Antikens konst – Europas konsthistoria – Modernism – Samtida konst – Utomeuropeisk konst – Svensk konst

## Konstverk
Akvarell – Ikon – Kroki – Oljemålning – Panorama – Stilleben